# 台湾行啓

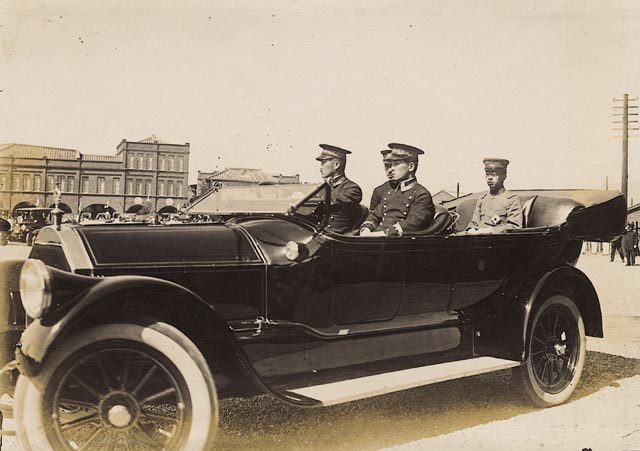
撮影日不明、台南にて

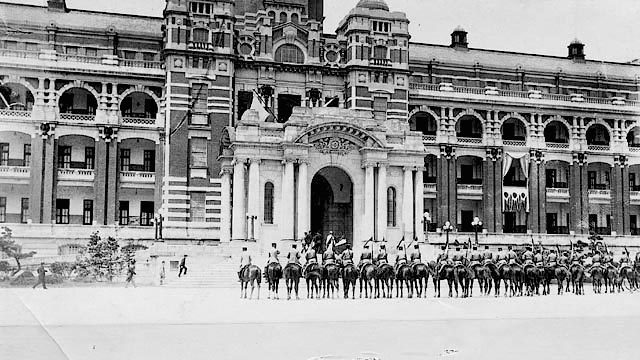
1923年（大正12年）4月16日、台湾総督府に到着した裕仁親王を出迎える騎兵隊

台湾行啓（たいわんぎょうけい、中国語: 臺灣行啟）とは、1923年（大正12年）4月、日本統治下の台湾への摂政宮皇太子裕仁親王（当時。後の昭和天皇）による行啓（訪問）である。

## 背景

### 日本の外地統治
第一次世界大戦期（1914年～1918年）、米国大統領ウィルソンは民族自決主義を提唱し、戦争の終結とともに多くの植民地は次々と独立を獲得した。民族自決・民主主義の流れは日本の統治地域にも及び、植民地自治の要求である「台湾議会設置請願運動」が開始された。日本国内にあっては「大正デモクラシー」が進展し、さらには朝鮮三・一独立運動がこれまでの軍部主導の「特別統治」＝「憲兵政治」の破綻を明らかにした。
このため朝鮮総督府・台湾総督府官制の改革がされ、総督の武官専任の制限が外された。首相の原敬は、日本本土（内地）と同様の制度を植民地である台湾に適用するという主張「内地延長主義」に基づく政策を展開させようとしていた。
まず1919年（大正8年）10月29日、最初の文官総督となる田健治郎が台湾総督に就任していた。田総督も、「内台融合」や「一視同仁」などの方針を唱え、これに基づき、1920年（大正9年）地方制度の改革を実施し、州、市、街、庄の官選議会を創設した。翌1921年（大正10年）2月台湾総督府評議会を設置した。さらに1922年（大正11年）1月には、「三一法」（「台湾ニ施行スヘキ法令ニ関スル法律」明治40年第31号法律のこと。台湾総督に法律と同等の効力を有する律令の制定権限を与えていた「六三法」を引き継ぐもの）を「法三号」（「台湾ニ施行スヘキ法令ニ関スル法律」大正10年法第3号）に改め、原則的に日本の法律を台湾に適用するとした。
この他にも、台湾人官吏特別任用令を公布し、台湾人と日本人（内地人）の共学を許し（内台共学）、台湾人と日本人との結婚も認められた（内台共婚）。原首相と田台湾総督は、自らによる「内地延長主義」により手直しされた台湾統治体制の諸改革を権威づける総仕上げとして、台湾行啓を実行した。

### 行啓実現まで
第8代台湾総督田健治郎（在任：1919年10月29日 - 1923年9月6日）によれば、大正天皇自身にも長らく台湾行幸の意思があったが、健康問題から行幸は叶わなかった。
1921年（大正10年）、皇太子裕仁親王の欧州訪問が実現した折、田総督は皇太子の側近に、欧州からの帰途に台湾に立ち寄るよう願い出た。しかし、日程延長は畏れ多いと、実現に至らなかった。翌1922年（大正11年）9月、田が東京から帰任する際、加藤友三郎首相に別れの挨拶をする席上、「摂政殿下行啓」の希望を首相に強く伝えた。田は、行啓の目的は名誉の問題ではなく、「（註：島民に）摂政殿下の聖徳を啓発」し「（註：裕仁親王に）台湾統治の実際を知ろし召され」「（註：島民に）直接に玉顔を拝し、君恩の渥きを知らしめ、以て卒土の濱王臣あらざる無き」を期すためと、熱烈に要望した。
こうして、宮廷を動かし、同年11月に上京した田と関屋貞三郎宮内次官が内交渉を開始し、12月には牧野伸顕宮内大臣と日程を翌年4月上旬とすることで調整した。牧野からは、裕仁親王の「御研究」のため余裕ある日程を考慮するよう指導を受けた。田は珍田捨巳東宮大夫や加藤首相らを訪問して援助を求め、さらに久邇宮邸に参上し「御声援を懇請」して、帰台した。また、定期船での帰途、同乗した陸軍参謀総長上原勇作元帥とも懇意となり、行啓の実施について意気投合し、斡旋や便宜の約束を得た。
台湾に戻った田は、賀来佐賀太郎総務長官の他、各部長・局長、州知事を総督官邸に呼び、翌年4月の行啓について訓示した。また、警備に万全を期す必要性から、斎藤実朝鮮総督と交渉の上、朝鮮総督府逓信局長であった竹内友治郎を台湾警務局長に転任させた。

### 反対論
田は、明くる1923年（大正12年）1月、上京して宮中に参内、東宮御所に伺候した後、牧野宮相の元を訪問した。田は牧野から、平田東助伯爵を通じて受領した杉山茂丸による反対意見を知った。杉山の書簡には、「台湾の民心不安」にして行啓が危険であることや、台湾行啓の実施によって朝鮮行啓の懇請が予想されるが、朝鮮は宋秉畯伯爵の声明によればより危険であることが記されていた。田は牧野宮相に丁寧に反論し、また別に牧野の元を訪れた上原元帥も田に賛同した。さらに平田伯や田中義一大将の元を訪問し、反対意見を釈明して了解を得た。そして杉山の元を訪問し、反対論に対して反証し、杉山の誤解や杞憂を解いた。
この他、宋伯爵、珍田東宮大夫、久邇宮邸を訪問し、それぞれ治安や島民感情についての誤解を解き、後藤新平伯爵や伊東巳代治伯爵に行啓を内談した。さらに牧野宮相の意を得て、2月18日に元老松方正義公爵を熱海に訪ねて説得した。

### 下検分と行啓延期
2月20日、松方公との会談結果を受け、田は具体的な行啓ルートを牧野宮相、珍田東宮大夫、入江為守東宮侍従長、関屋宮内次官らと検討に入った。高雄からの復路について、田は陸路（鉄道）を希望したが、医師らの意見を入れ、裕仁親王への負担軽減から海路とした。
2月21日、田は葉山へ参上し、大正天皇・貞明皇后に拝謁して行啓勅許に感謝を言上した。田はその後も、東京で裕仁親王への伺候や各所との調整を続けた。一方、2月22日、宮内省の西園寺八郎式部次長、戸田氏秀東宮主事、八田善之進侍医は下検分のため東京を出発した。
また、田は台湾行啓に際し恩赦を要望していた。3月12日、タパニー事件（1915年発生の抗日事件）の囚人ら534人への減刑をする特赦の上奏案が完成した。
そして、3月25日に帰台（入れ替わりに賀来総務長官が上京）し、各地の準備状況を下検分した。その最中、北白川宮成久王らがパリ近郊で死傷事故を起こしたことを4月2日になって知った。次いで行啓の一時延期を珍田東宮大夫から受け、さらに急遽台北に帰府した田は、哀悼の弔辞や慰問の徴哀を天皇皇后や北白川宮家に進達するよう、牧野宮相に打電した。4月7日、東京の賀来総務長官から、12日東京発、16日基隆着の日程で行啓が実施されるとの通知がもたらせると、下検分を再開した。

## 随員等

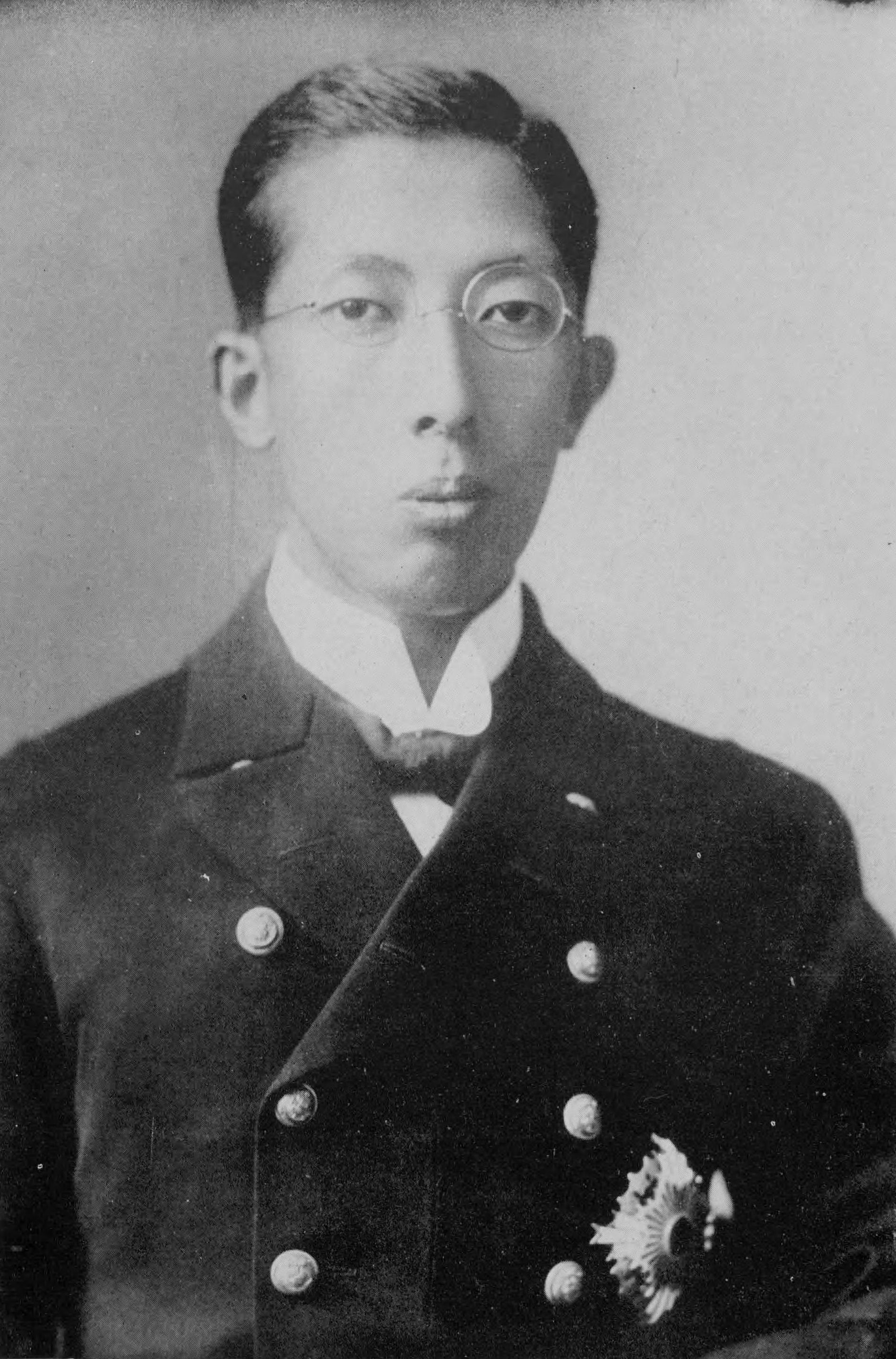
伏見若宮博義王

### 随員
- 博義王 - 伏見宮家の嗣子（若宮）、海軍中尉、艦隊乗り込み[21]

### 供奉員
- 牧野伸顕[22] - 宮内大臣、伯爵
- 入江為守[22] - 東宮侍従長、子爵
- 珍田捨巳[22] - 東宮大夫、伯爵
- 奈良武次[22] - 東宮武官長、男爵

- 宮内大臣牧野伸顕伯爵
- 東宮大夫珍田捨巳伯爵

### 供奉員外
- 山下源太郎[23] - 海軍軍令部長、海軍大将、男爵
- 中野直枝 - 第二艦隊司令長官、海軍中将
- 福田雅太郎 - 台湾軍司令官、陸軍大将

- 海軍軍令部長山下源太郎男爵
- 第二艦隊司令長官中野直枝中将
- 台湾軍司令官福田雅太郎大将

### 御召艦等

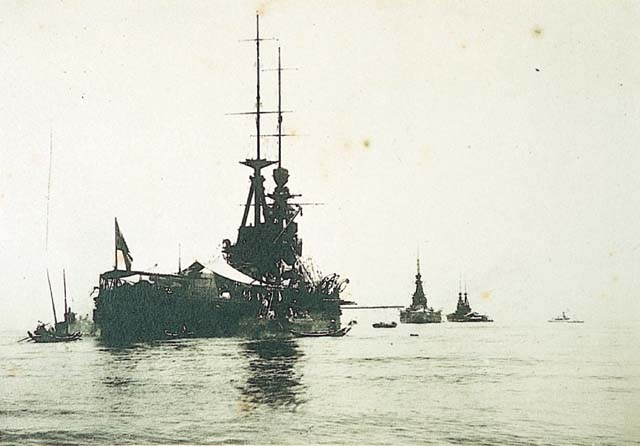
高雄港沖に停泊する「金剛」

御召艦は以下の構成であり、当時の第二艦隊第4戦隊の編成である。
御召艦：「金剛」
艦長：関干城大佐
先導艦：「霧島」
艦長：安東昌喬大佐
第二艦隊司令長官：中野直枝中将の旗艦
供奉艦（予備御召艦）：「比叡」
艦長：横地錠二大佐
この他、台湾現地で奉迎艦として木曾（当時は予備艦）が配置された。
奉迎艦：「木曾」
艦長：森電三大佐。

## 台湾の主要人物

### 台湾総督府
- 田健治郎 - 第8代台湾総督、男爵
- 賀来佐賀太郎 - 総務長官
- 新元鹿之助 - 鉄道部長
- 竹内友治郎 - 警務局長
- 喜多孝治 - 殖産局長
- 相賀照郷 - 土木局長

- 台湾総督田健治郎男爵
- 賀来佐賀太郎総務長官
- 竹内友治郎警務局長
- 喜多孝治殖産局長

### 首長
- 高田富蔵 - 台北州知事
- 梅谷光貞 - 新竹州知事
- 常吉徳寿 - 台中州知事
- 松井栄尭 - 台南州知事
- 冨島元治 - 高雄州知事

- 梅谷光貞新竹州知事
- 松井栄尭台南州知事

## 日程
- 4月12日 - 横須賀港発
- 4月16日 - 基隆港着
  - （台湾総督府鉄道縦貫線：基隆駅→台北駅）
  - 台北着、台湾総督官邸泊
- 4月17日 - 台北（同地泊）
- 4月18日 - 台北（同地泊）
- 4月19日
  - （台湾総督府鉄道縦貫線：台北駅→新竹駅）
  - 新竹
  - （台湾総督府鉄道台中線：新竹駅→台中駅）
  - 台中着、台中州知事官舎泊
- 4月20日
  - （台湾総督府鉄道縦貫線：台中駅→台南駅）
  - 台南着、台南州知事官舎泊
- 4月21日
  - 台南
  - （台湾総督府鉄道縦貫線：台南駅→高雄駅）
  - 高雄着、高雄貴賓館泊
- 4月22日 
  - （台湾総督府鉄道屏東線：高雄駅⇔屏東駅）
  - 屏東
  - 高雄（同地泊）
- 4月23日
  - 高雄港発
  - 馬公海軍要港部
  - 艦内泊
- 4月24日
  - 基隆港着
  - （台湾総督府鉄道縦貫線：基隆駅→台北駅）
  - 台北着、台湾総督官邸泊
- 4月25日 - 台北（同地泊）
- 4月26日 - 台北（同地泊）
- 4月27日 -
  - （台湾総督府鉄道縦貫線：台北駅→基隆駅）
  - 基隆港発
- 5月1日 - 横須賀港着
  - 葉山御用邸立ち寄り後、東京に還啓

※帰途、裕仁親王は4月29日に満22歳の誕生日を迎えた。

## 出来事

### 出発まで
1923年（大正12年）3月26日、摂政宮皇太子裕仁親王の台湾行啓の仰出が公表されていた。ところが4月1日に北白川宮成久王がパリ近郊で車両事故死、同乗の同妃房子内親王（大正天皇の妹、皇太子の叔母）や朝香宮鳩彦王も重傷を負った。このような状況で、皇太子自身から台湾行啓延期の仰出があった。4月10日になって改めて台湾行啓の仰出が公表された。
台湾総督府においても、当初は4月5日に台湾着の日程で、3月25日付で東宮大夫から総督府に伝達され3月30日付で告示したが、4月3日付で延期された。そして、4月10日付で、4月12日発の日程で行啓を行うことが告示された。
4月12日、皇太子裕仁親王は予定通り東京を出発した。御召艦は、霧島を先導に、九州南端以降、三貂角を目標として南下した。

### 往路
4月12日
出航に先立ち連合艦隊司令長官竹下勇中将、第2艦隊司令長官中野直枝中将、横須賀鎮守府司令長官財部彪大将、各戦隊司令官、第4戦隊各艦長に謁見する。
出航に際し、東京日日新聞や横浜キネマ商会が活動写真（映像、動画）を撮影する。
葉山沖通過時、裕仁親王は父帝大正天皇と貞明皇后が滞在中の葉山御用邸に対し「御機嫌を奉伺」する。午後「デッキ・ビリヤード」を楽しむ。
4月13日
午前10時52分、比叡に大波にさらわれて溺者が出る。戦隊は一時行進を停止して救助に務めたが、溺死と判断された。
裕仁親王は溺死者に祭祀料300円を下賜し、救助に当たった隊員を労って菓子を下賜した。午後は「デッキゴルフ」の運動をする。
4月14日
裕仁親王は長時間にわたり「デッキゴルフ」の運動をした後、甲板から、陣形運動、戦隊統一砲戦教練等を台覧する。
4月15日
午前1時から西部標準時（台湾時間）を用いる。
午前中は甲板で乗組員による武道訓練を台覧し、午後は「デッキゴルフ」の運動をする。その後、士官室で供奉員と歓談し、夜は兵員による余興（筑前琵琶、浪花節、尺八、ヴァイオリンの合奏、手品）を楽しむ。

### 台北
第1日目

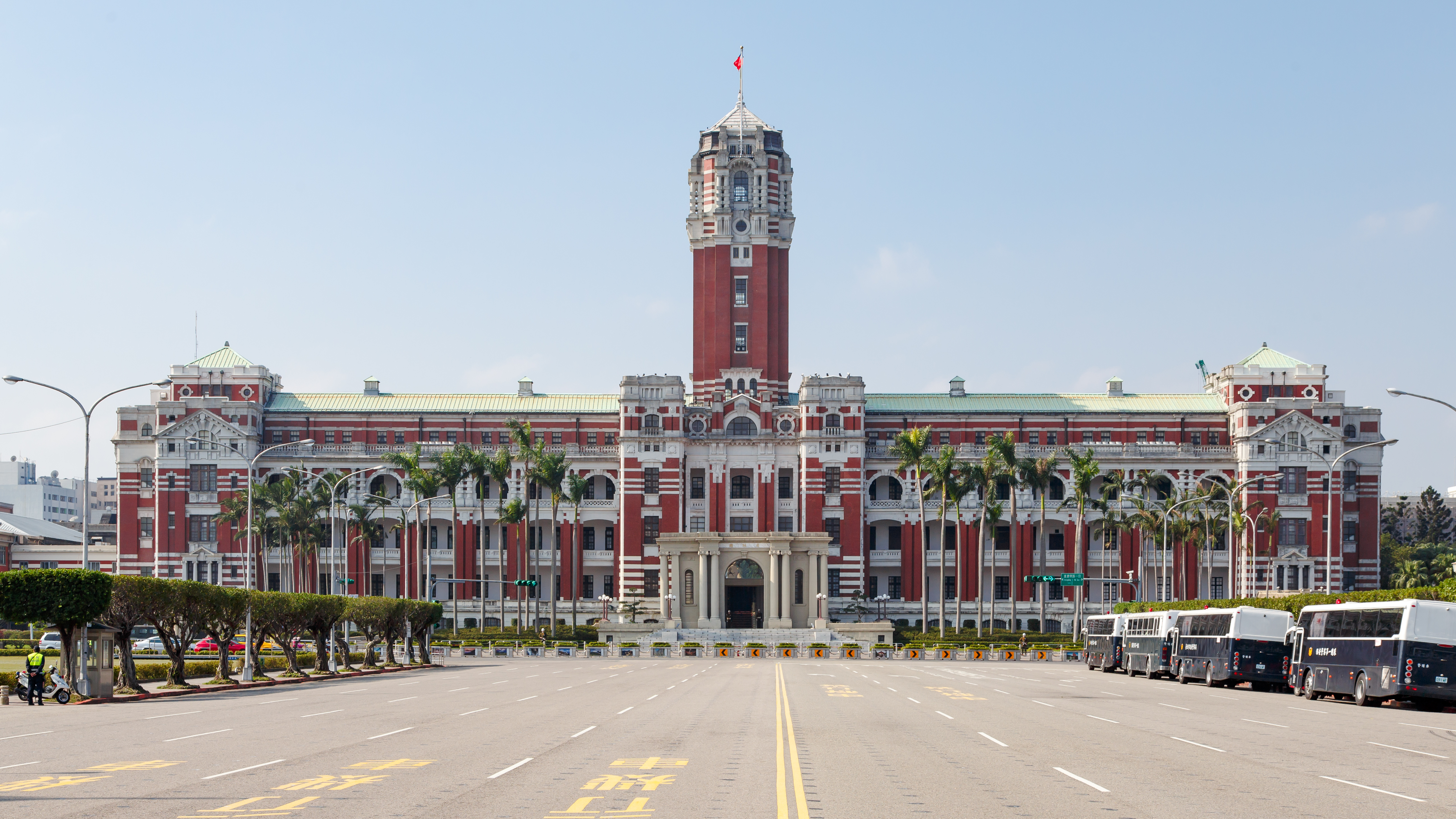
現存する台湾総督府庁舎（現：総統府）

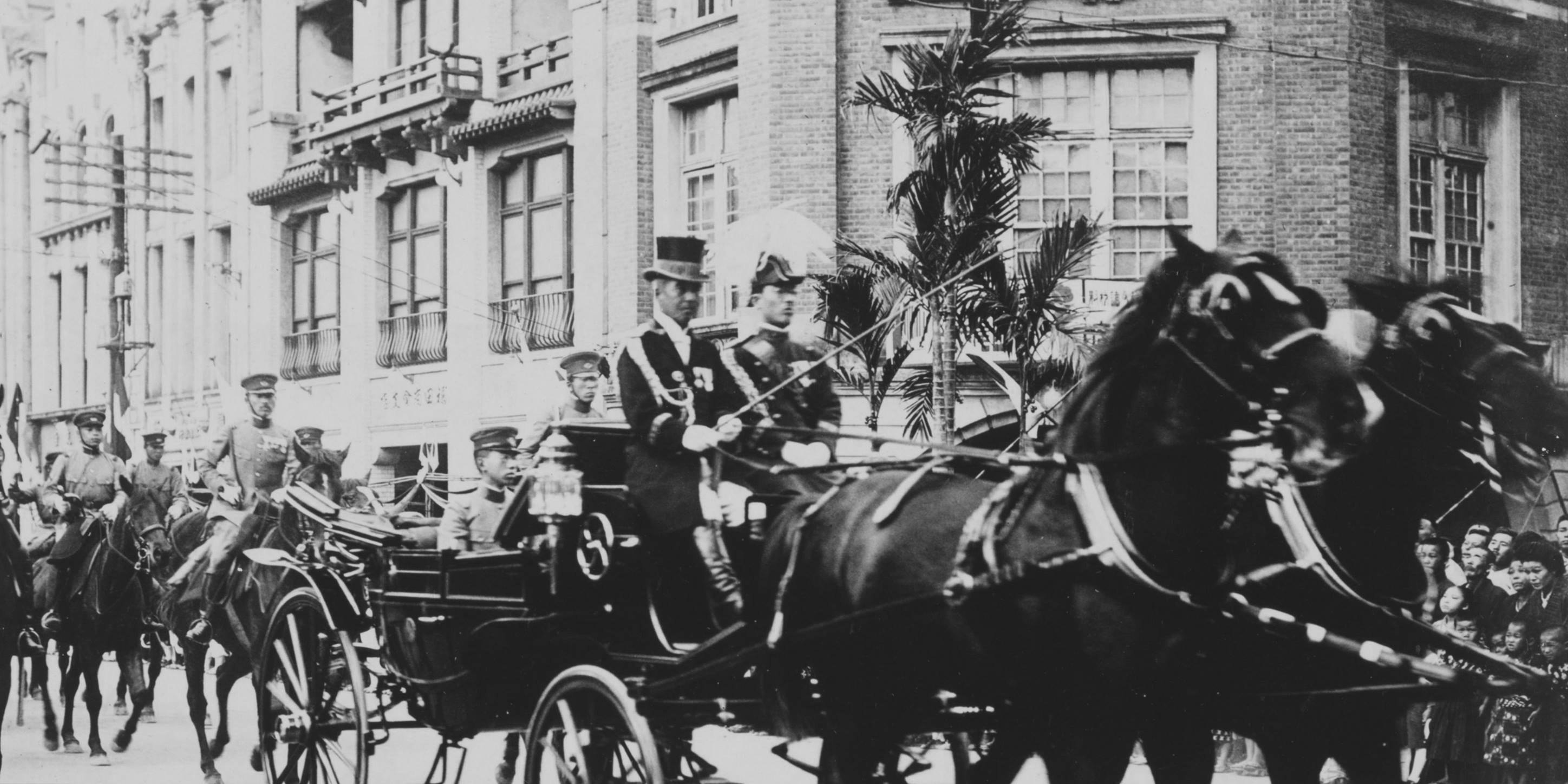
4月16日、台北を御召馬車で行進

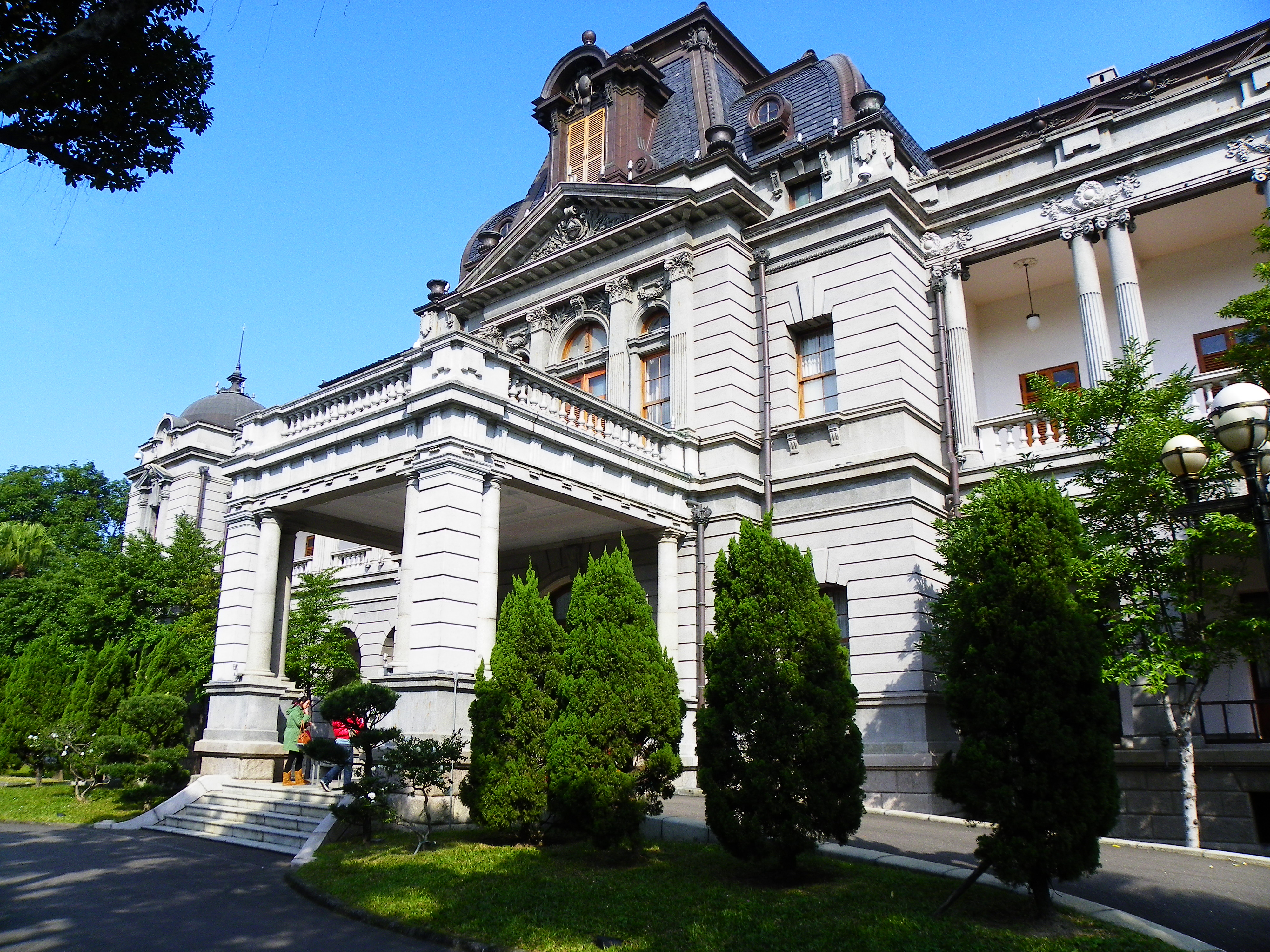
現存する台湾総督官邸（現：台北賓館）

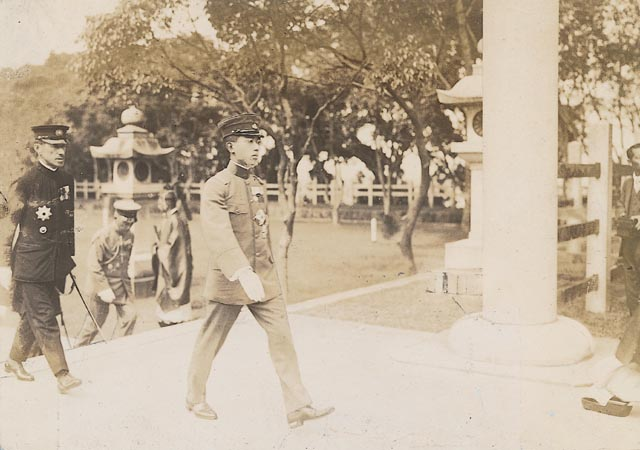
4月17日、台湾神社参拝

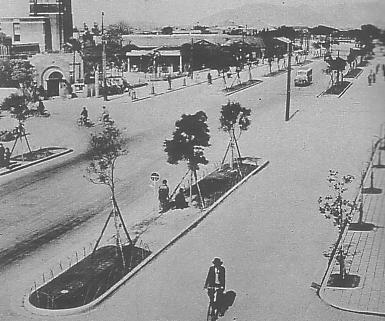
勅使街道（撮影時期不明）

4月16日午前7時15分、三貂角澳底海岸に至り、第4戦隊は約30分間に渡って旋回運動を行う。この間、裕仁親王は北白川宮能久親王を追懐する様子だった。その後、御召艦隊は進路を基隆に向けた。午前8時より、正式な御召艦として金剛は皇太子旗を掲げた。
基隆では先導の霧島が見えると、先着していた奉迎艦木曾が礼砲を放ち、港内の数十隻の船舶も満艦飾と汽笛で奉迎した。田健治郎台湾総督は、福田雅太郎台湾軍司令官ら文武高官と共に基隆に待機していた。
午前9時45分、各艦は港に投錨し、満艦飾を行う。午前10時に御召艦「金剛」が基隆港に入港。田総督らは各艦の投錨後、小艇で御召艦金剛に伺候し、裕仁親王へ拝謁。田総督や福田司令官から台湾及び防衛に関する説明を受け、昼食を摂った後、裕仁親王は艦載艇で港へ移動した。離艦の際、4隻の艦艇から礼砲が放たれた。
裕仁親王は午後1時25分に台湾島に上陸した。港には1800人の軍人が整列し、数万人の人々が親王を奉迎した。午後1時30分、新元鹿之助鉄道部長の先導で基隆駅で御召し列車（天皇花車）に乗車し、午後2時20分に台北駅に到着、宮内省の手配した御召馬車で午後2時30分に台湾総督官邸（台北御泊所）に到着した。
皇族の訪問による、紅白の三角旗を掲げた御召馬車や近衛騎兵の姿は台湾人にとって初めての偉観だったが、沿道に整列した軍人・文武官、各種団体、学生らは隙間なく密集して整列し、混乱なく静粛に奉迎した。
宿所到着後、田総督をはじめ文武の勅任官、外国領事、台北有力者等100名余りが単独拝謁を許され、その後、一同を代表して田総督が奉迎文を言上した。牧野宮相や珍田東宮大夫から、金品や菓子の下賜の伝達が行われた。
夕食は博義王の他、宮内大臣以下供奉員と田総督、福田司令官が陪食した。夕食後、裕仁親王は陪食者を従えて3階の楼上に姿を見せ、2万5千人の提灯行列と万歳三唱に紋章入りの提灯を振って応えた。また、この日、辜顕栄や林熊徴等、台湾の有力者への叙勲が行われ、またタパニー事件の囚人ら534人への恩赦（減刑）が行われた。
第2日目
4月17日午前9時に宿所を出発し、台湾神社を参拝後、9時50分に還啓した。この参拝のために整備されたのが勅使街道（現中山北路の一部）である。
午前11時宿所を出発し、台湾総督府に行啓。裕仁親王は賀来総務長官の先導で3階貴賓室に入り、田総督から『府治概要』を奉呈されるとともに、台湾統治の説明を受けた。奏任官や民間有力者らが拝謁した後、総務長官室の食堂で博義王の他、供奉員、田総督、福田司令官、山下源太郎軍令部長ら30名余りと昼食を共にした。
午後1時5分に還啓。午後1時15分、再度宿所を出発し、次の場所を行啓した。
- 台湾生産品展覧会
- 台湾総督府中央研究所（中国語版）農業部
- 台湾生産品展覧会第4号館

午後4時45分に宿所に還啓した。帰館したその時、雷雨に見舞われた。夜は裕仁親王の無聊を慰めるため、台湾人男性による古楽が披露された。
第3日目
4月18日午前9時に宿所を出発し、次の場所を行啓した。
- 台湾総督府中央研究所（中国語版）
- 台北師範学校、同付属小学校
- 台北市太平公学校
- 台湾軍司令部
- 台湾総督府高等法院
- 台湾教育展覧会
- 台湾総督府医学専門学校

台湾総督府医学専門学校では、校庭で蕃人7種族の男女や500人の学生と引見した。午後3時5分に宿所に還啓した。
- 4月16日、台湾総督府前にて
- 4月17日、明治橋（中国語版）を渡った車列

### 新竹、台中
第4日目

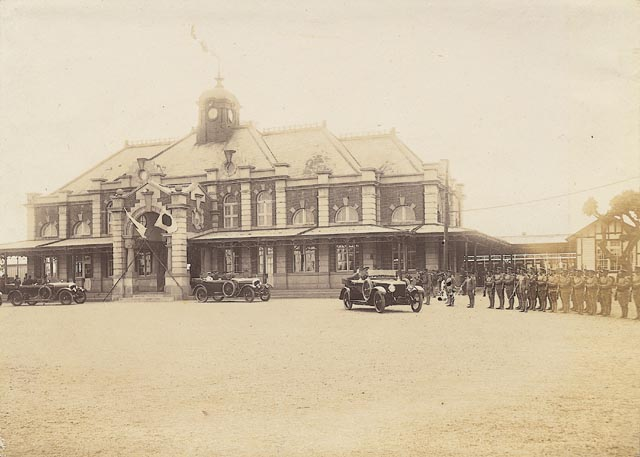
4月19日、新竹駅前で奉迎を受ける（現存）

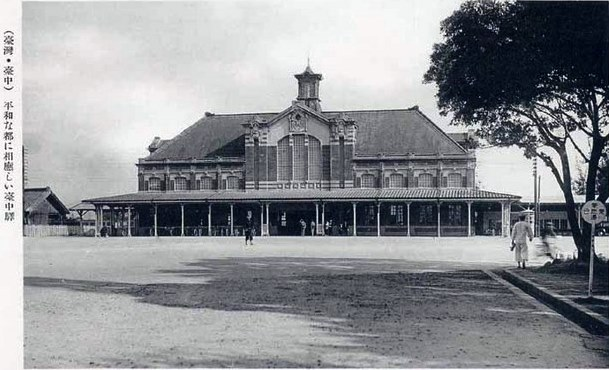
台中駅（1917年頃撮影、現存）

4月19日午前8時30分に宿所を出発し、台北駅から御召列車に乗車。御召列車に陪乗した田総督から、通過する風景について説明を受けた。また、高田富蔵台北州知事や梅谷光貞新竹州知事が交互に地方状況を説明した。
午前10時31分に新竹駅着後、新竹州庁を経て、次の場所を行啓した。
- 新竹尋常小学校

11時30分に新竹駅から南下し、午後2時40分に台中駅に到着。台中州庁で常吉徳寿台中州知事から説明を受けた後、次の場所を行啓した。
- 台中第一尋常高等小学校
- 台中分屯大隊
- 台中水道水源地

- 台中第一中学校

その後、台中公園に立ち寄り、午後4時35分に台中州知事官舎（台中御泊所）に安着した。功労者に対する慰労の他、台中市民から提灯行列による奉迎を受ける。
- 4月19日、新竹州庁を出発
- 4月19日、台中駅に到着
- 台中州庁（1917年撮影、現存）
- 4月20日、台中駅を出発

### 台南、高雄
第5日目

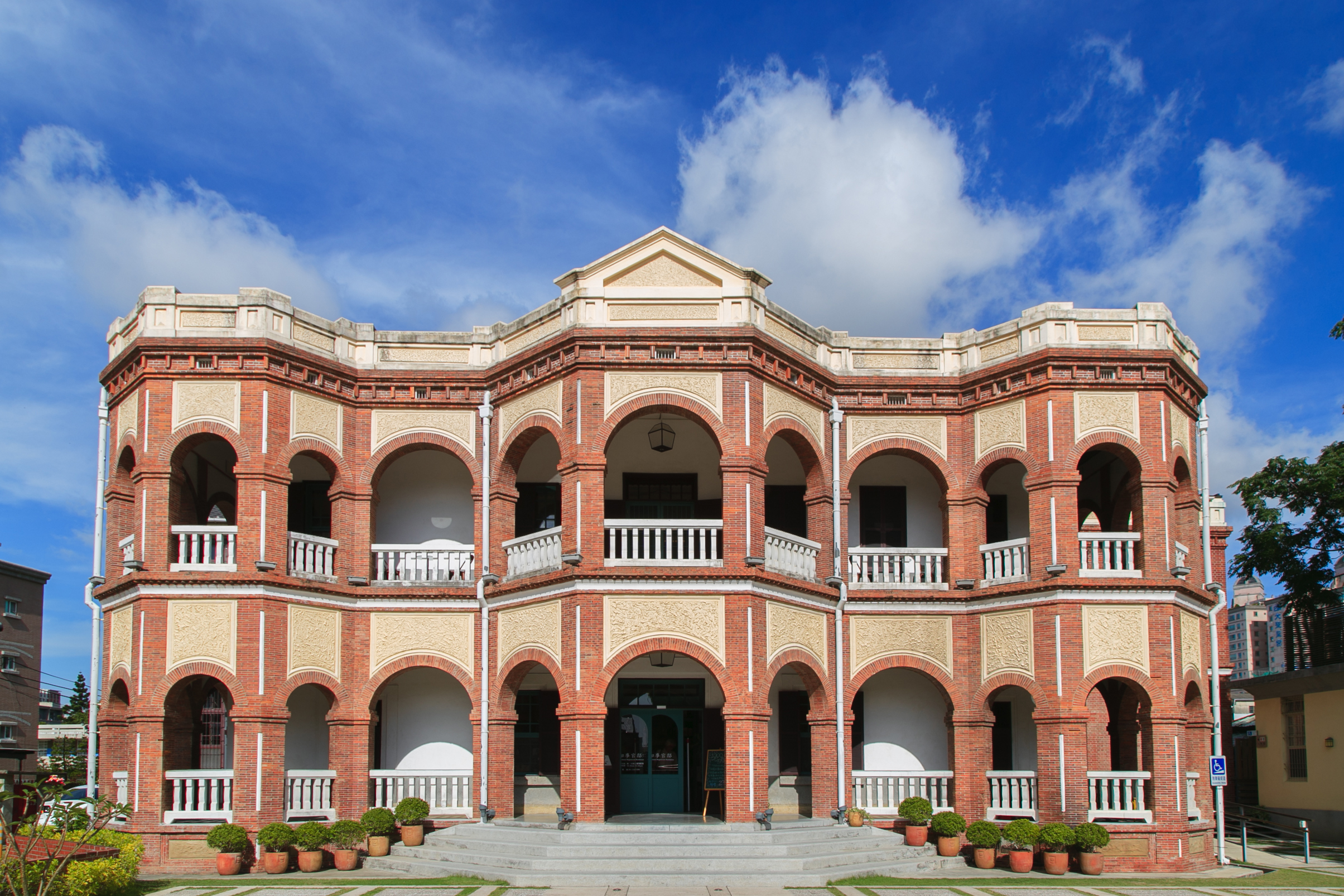
現存する台南州知事官舎（現：旧台南県知事官邸）

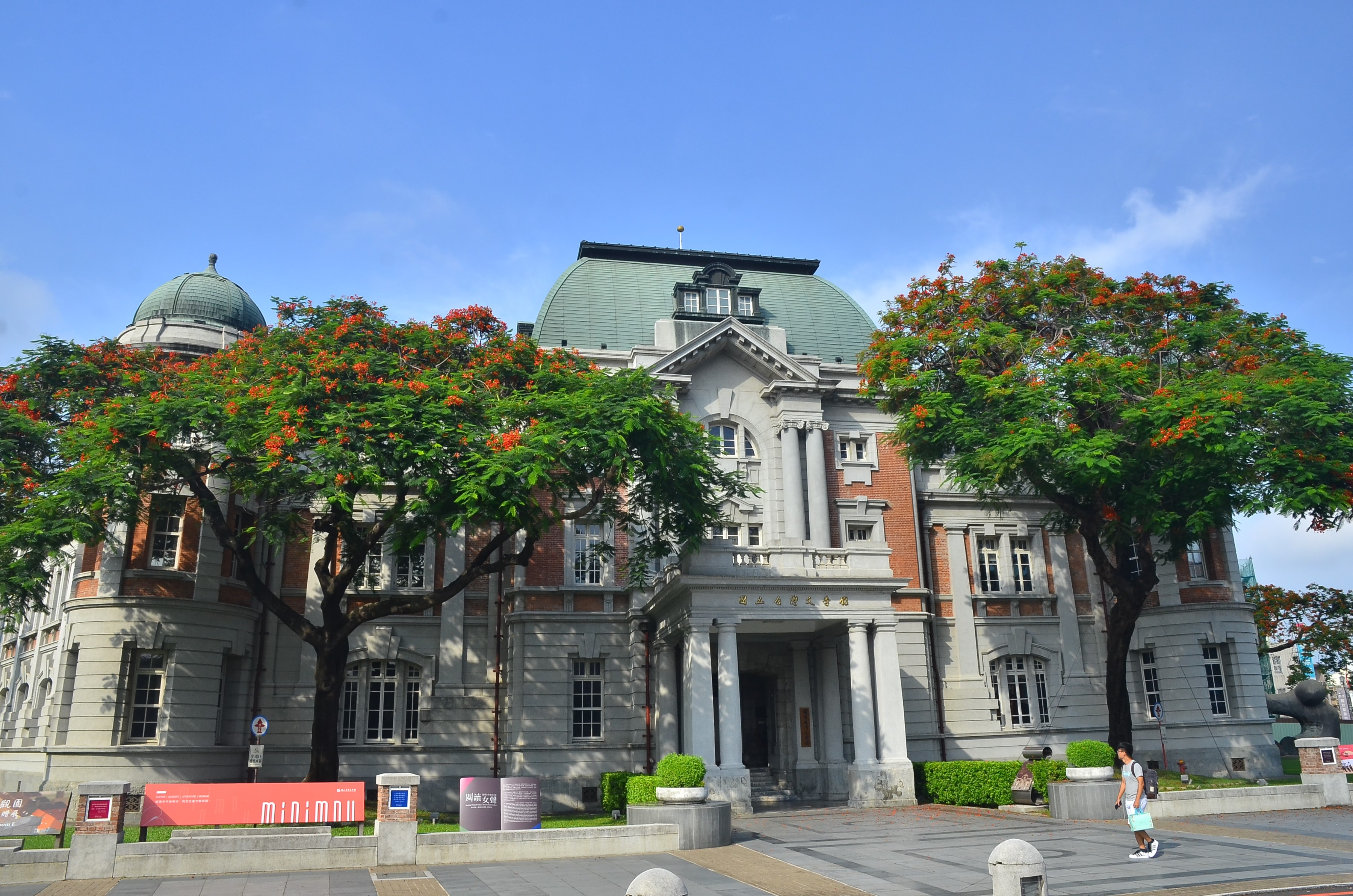
現存する台南州庁（現：国立台湾文学館）

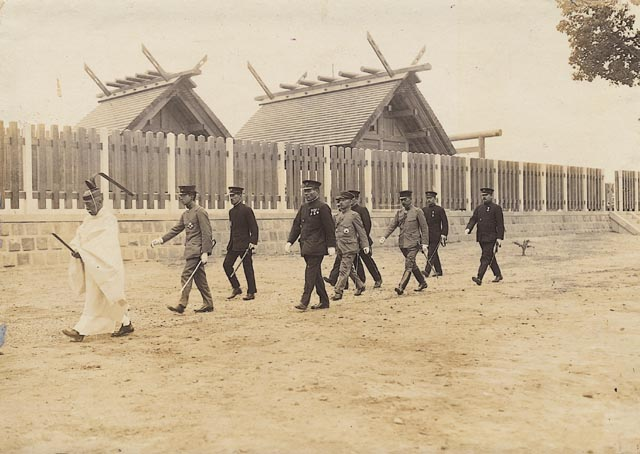
4月20日、北白川宮御遺跡所（のちの台南神社）参拝

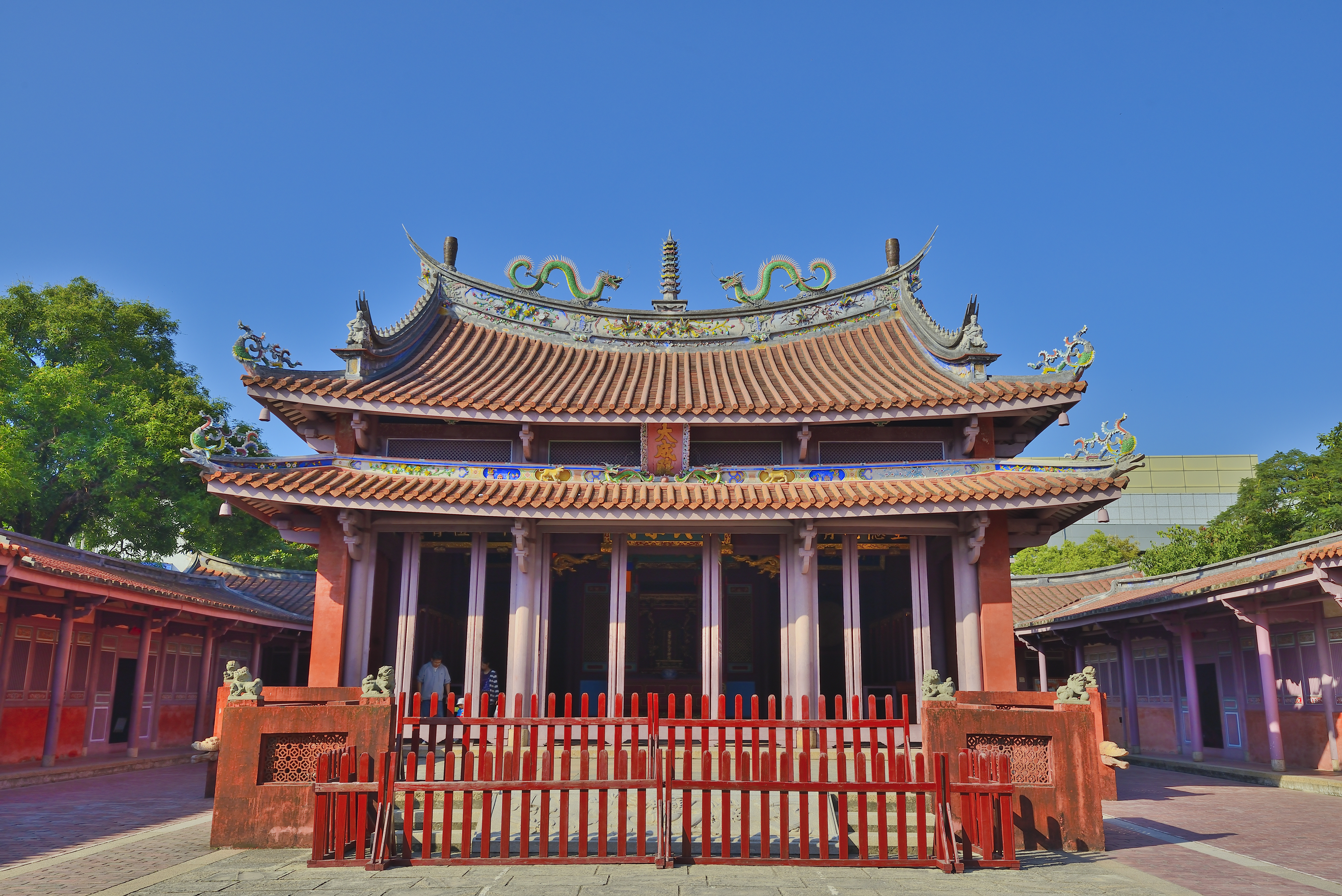
現存する台南孔子廟大成殿

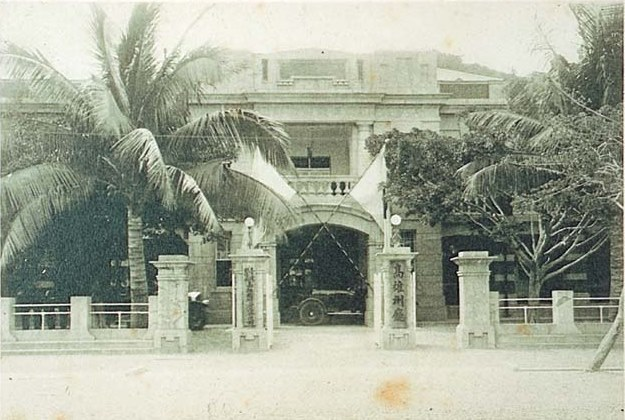
4月21日、高雄州庁に到着した御召自動車

4月20日午前8時30分に台中御宿所を出発し、午前8時40分に台中駅で乗車した。道中、田総督から員林駅を通過した際に望見したバナナ市場から台湾島における果実生産状況を、濁水渓通過時には治水状況をそれぞれ説明を受け、嘉義駅通過時には新元鉄道部長から阿里山鉄道建設について説明を受けた。嘉義以南では、建設中の嘉南大圳の計画や状況について説明を受けた。
午後0時33分に台南駅に到着した。午後0時40分に台南州知事官舎（台南御泊所）に安着した。
午後1時15分に宿所を出発し、次の場所を行啓した。
- 台南州庁
- 北白川宮御遺跡所[注釈 10]
- 台南市南門尋常小学校
- 孔子廟
- 台南師範学校
- （台南師範学校付属公学校代用）台南第一公学校
- 台南第一中学校

台南師範学校では、田中友二郎学校長から同校の概況書の奉呈を受け、教育（蕃制本科第4学年35名）、博物（普通科第2学年40名）、国語（蕃制本科第2学年35名）の授業を参観した。授業内容は、どれも台湾島独特の内容であった。続く台南第一公学校では、生徒の奉迎歌の披露に続き、授業を参観した。
午後4時5分に還啓した。
夜は提灯行列の他、「藝櫊」の催しがあった。台南独特の雅楽や技芸について裕仁親王は「最も御満足」の様子であったという。
第6日目
4月21日午前8時40分に台南御泊所を自動車で出発して安平港に至り、次の場所を行啓した。
- 台湾製塩株式会社塩田
- 台湾総督府殖産局附属鹹水魚養殖試験場
- 台湾歩兵第2連隊

養殖試験場での喜多孝治殖産局長による科学的分類の説明は、特に裕仁親王の御意に叶い、親王が熱心に質問したため予定時間を過ぎるほどだった。そのため、自動車の速力を上げて台湾歩兵第2連隊に向かい、同連隊では裕仁親王は騎乗して閲兵式を行い、ガジュマルをお手植えした。
午後0時20分、台南駅を発ち、午後1時28分に高雄駅に到着。午後1時35分にエープヒル中腹の高雄貴賓館（高雄御泊所）に安着した。貴賓館からは高雄市街を一望し、田総督から高雄港の築港計画について説明を受けた。午後2時に宿所を発ち、次の場所を行啓した。
- 高雄州庁
- 高雄第一尋常高等小学校
- 高雄港

午後3時30分に宿所に還啓した。
午前9時25分、第4戦隊は高雄港に入港、満艦飾を行う。艦艇乗り込みの博義王もこの時同地に到着し、高雄港では裕仁親王と共に乗船した。
裕仁親王到着時には、各艦から皇礼砲が放たれた。港内では、地元の漁師が竹筏100隻による打網漁を行い、扒龍舟による競争（龍舟競漕）や竹筏帆走を実施した。その夜は、提灯行列に加え、奉迎船や市内の電飾が壮観な光景であった。また海軍各艦も電灯艦飾を行った。
第7日目
4月22日午前9時25分に宿所を出発し、9時40分に高雄駅で乗車、10時30分に屏東駅に到着した。この日は金剛、比叡、霧島の各艦は高雄沖に到着しており、山下軍令部長らは上陸して陪乗した。車中、裕仁親王は田総督から下淡水渓鉄橋や曹公圳の灌漑、屏東飛行機練習場の説明を受けた。
次の場所を行啓した。
- 台湾製糖株式会社屏東工場（阿緱工場）

午後0時10分に屏東駅で乗車、午後1時に高雄駅で降車し、午後1時15分に宿所に還啓した。
そして午後3時に再度宿所を出発し、博義王とともに軽装でエープヒル（高雄山/打狗山、行啓直後に改名→#影響を参照）に登山し、午後4時30分に宿所に還啓した。
第8日目
4月23日午前8時に宿所を出発し、高雄港から供奉員や田総督と共に御召艦「金剛」に乗艦。午前9時に出航。高雄港では、官民が十余隻の小舟に分乗したほか、3隻の闘龍舟が港外まで付き従って奉送した。文官で陪乗を許可されたのは、賀来総務長官、竹内警務局長、冨島州知事らだった。
午後2時に馬公港に到着した。海軍の馬公要港部を行啓した後、午後4時20分に帰艦、午後5時20分に基隆港に向けて出航した。
- 4月20日、途中通過の彰化駅で奉迎する児童
- 4月20日、台南師範学校にて
- 4月20日、台南駅前の奉迎門と行進する児童たち
- 4月20日、台南第一中学校に到着
- 4月21日、台湾製塩北門塩田にて
- 4月21日、高雄港視察
- 4月21日又は23日、高雄港にて
- 現存する下淡水渓鉄橋
- 撮影日不明、高雄駅に到着

### 台北
第9日目

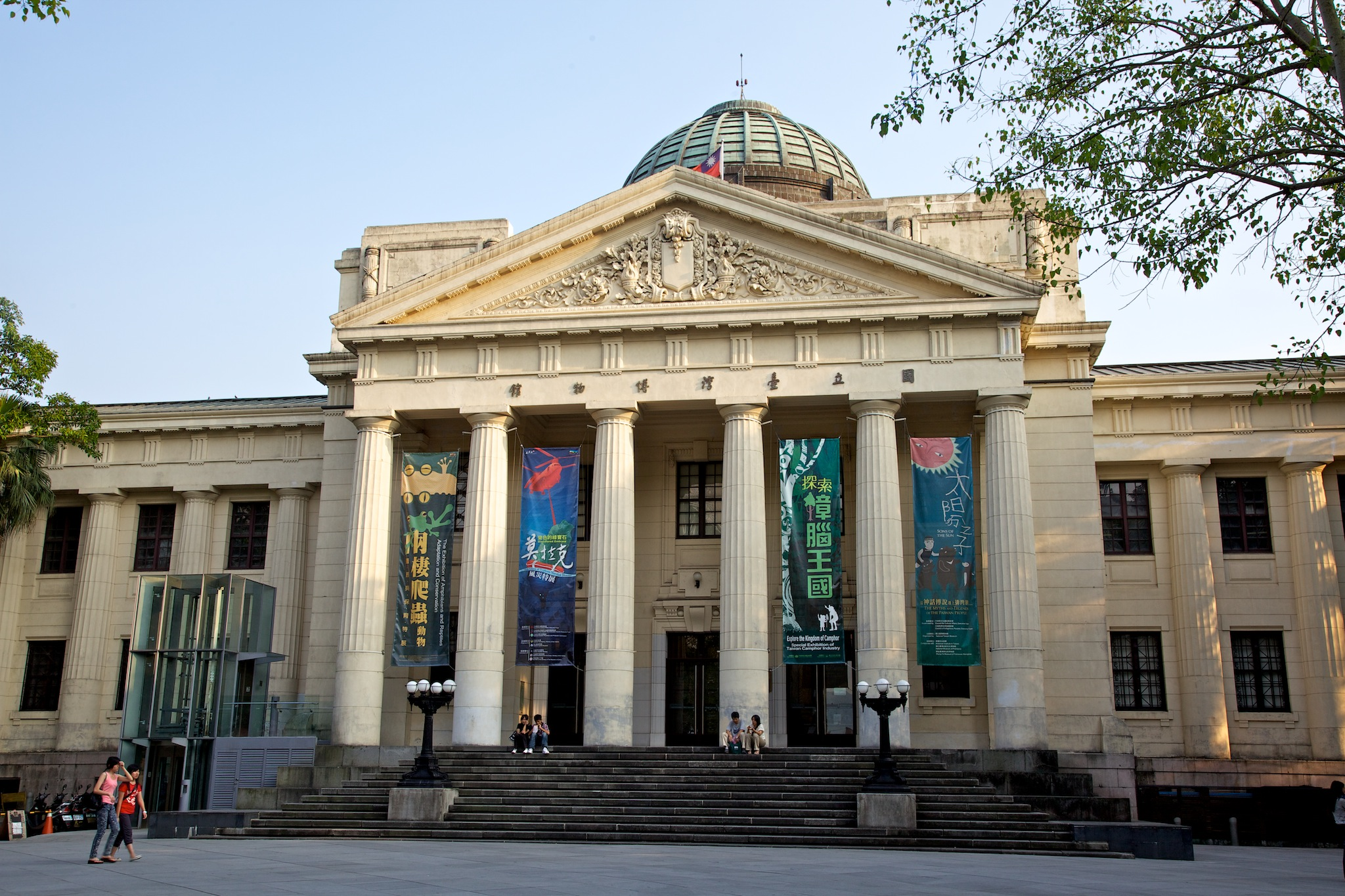
現存する台湾総督府博物館（現：国立台湾博物館）

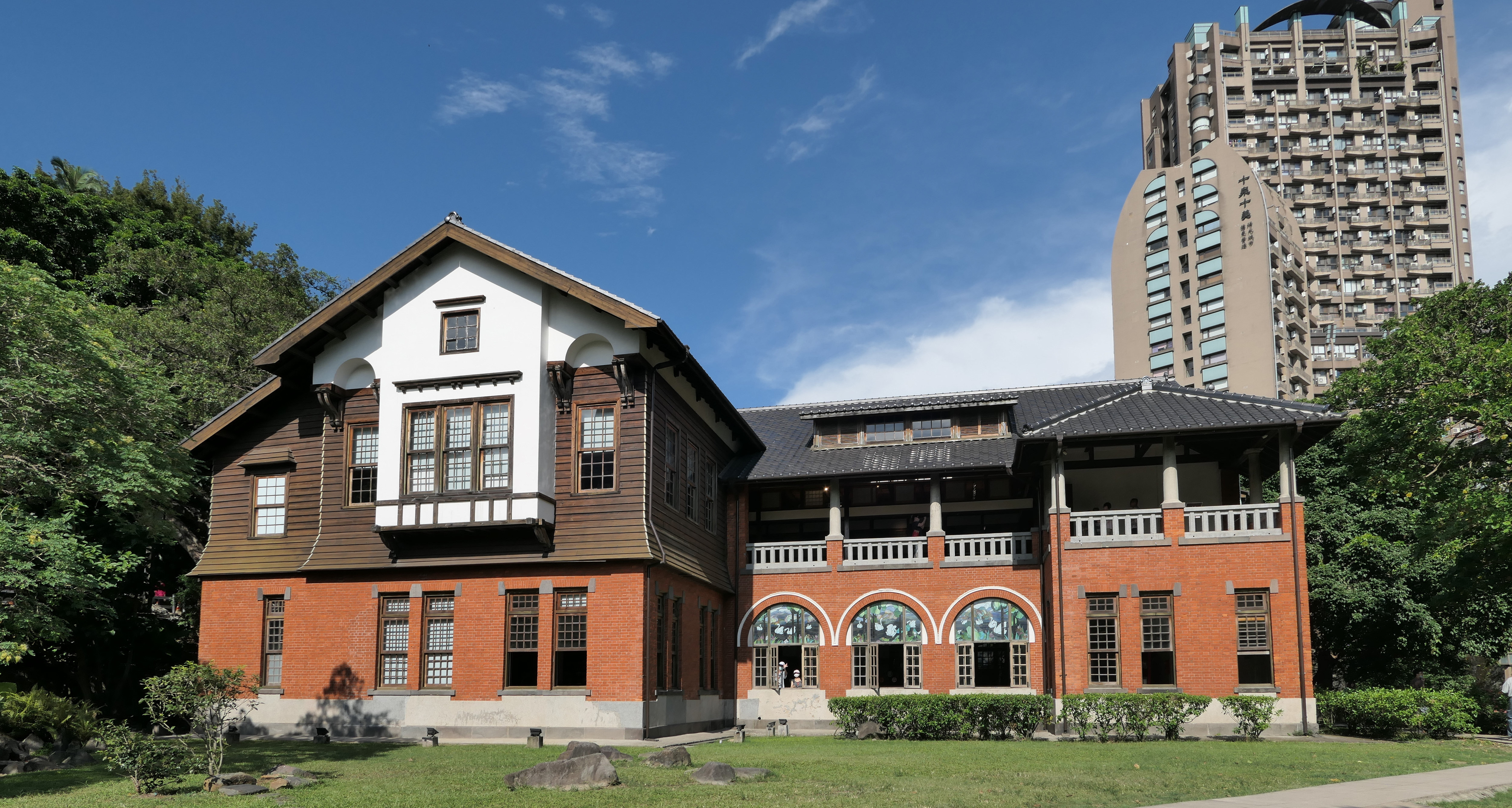
現存する北投温泉公共浴場（現：北投温泉博物館）

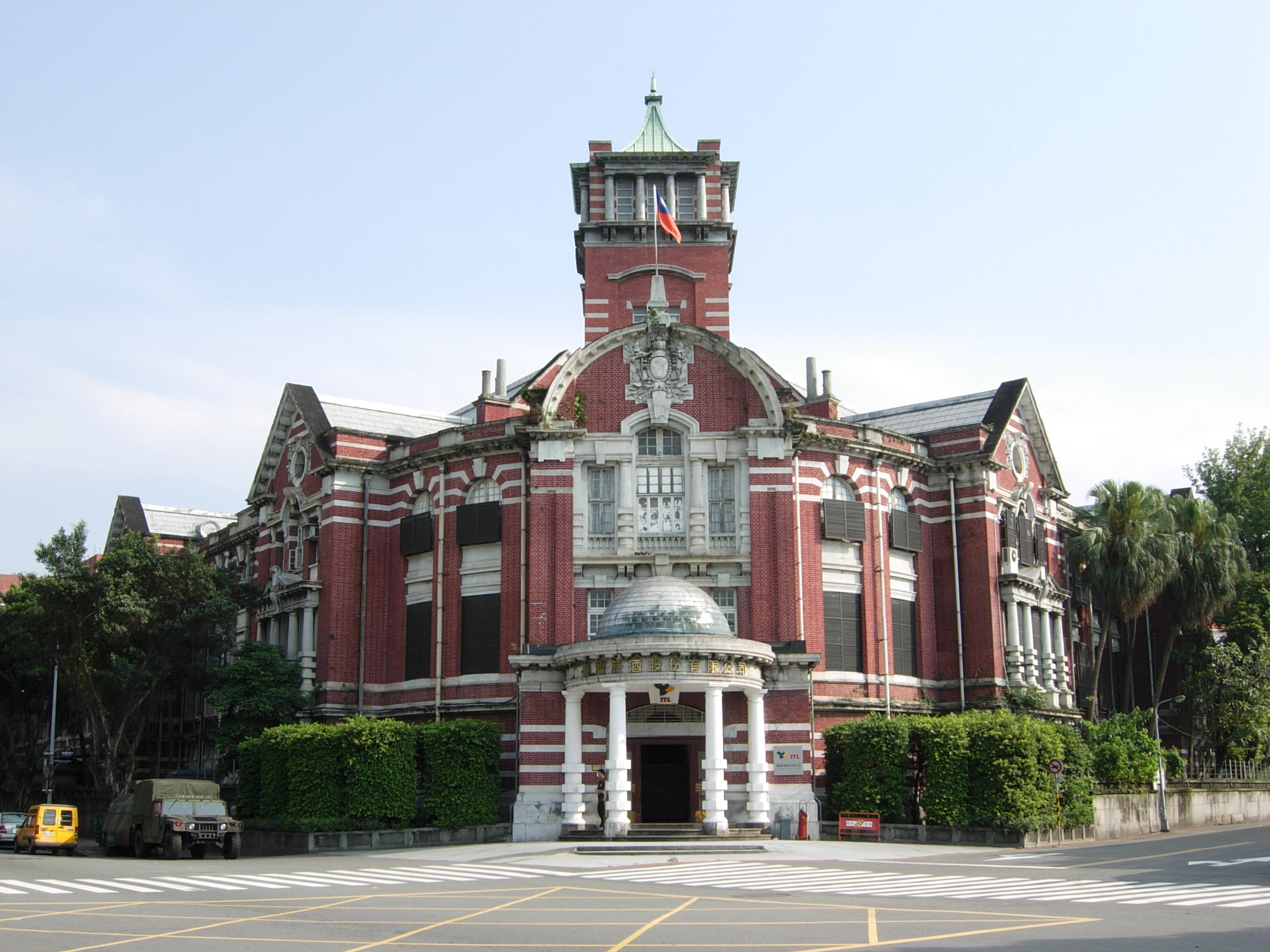
現存する台湾総督府専売局庁舎（現：旧専売局）

4月24日午前8時、金剛が基隆港に入港し、裕仁親王は午前10時に相賀照郷土木局長の先導で上陸した。基隆重砲大隊を行啓後、午前10時45分に基隆駅を発ち、11時35分に台北駅に到着、11時45分に台湾総督官邸（台北御泊所）に到着した。
午後1時5分に宿所を出発し、次の場所に行啓した。
- 台湾総督府博物館
- 全島学校連合運動会（円山運動場）

全島学校連合運動会は、学生2万人、参観者3万人の大規模なものだった。午後4時30分に、宿所に還啓した。
第10日目
4月25日午前10時10分に宿所を出発し、草山温泉と北投温泉に行啓し、午後3時15分に宿所に還啓した。裕仁親王の希望で、草山では林間で植物採集や写真撮影をし、北投温泉では渓流で奇石採集をした。
夕方から、官民700名を集めた立食パーティーが催され、さながら新宿御苑での観桜会のようだった。
第11日目
4月26日午前9時に宿所を出発し、次の場所を行啓した。
- 台湾歩兵第1連隊
- 台湾総督府専売局

午前11時5分に宿所に還啓後、午後1時に再度出門し、次の場所を行啓した。
- 台北第一高等女学校
- 武徳殿
- 台北第三高等女学校
- 台湾体育協会運動競技会（円山運動場）

午後4時5分に宿所に還啓した。午後5時30分、官邸大広間に田総督を召して、御沙汰書を手渡し、さらに直々に「官民誠意の歓迎を受け、大に満足に感ず」と感想を伝えた。田総督は、跪いて御沙汰書を拝受した。
午後6時には勅任官及び地方功労者80名余りを招き、正式な晩餐会が開催された。晩餐会の後、座を屋外に移し、烟火（花火）を観賞した。また田総督や福田司令官ら数十名には下賜品があった。
- 4月24日、台湾総督府博物館に到着
- 4月24日、台湾総督府博物館に到着
- 4月25日、北投温泉公共浴場玄関前で待機する御召自動車

### 帰途
4月27日
4月27日午前9時に宿所を出発し、9時10分に台北駅発、10時に基隆駅に到着。荒天下での正式鹵簿（行列）であったが、裕仁親王は雨を厭わず、人々に丁重に答礼した。
海軍艦艇は満艦飾を施し、陸海軍の礼砲が轟く中、裕仁親王は午前10時20分に御召艦「金剛」に乗艦し、午前11時に出航した。田総督らは、艦艇が見えなくなるまで帽子を振って奉送した。その後、田総督は台湾神社に参拝し、裕仁親王の恙ない還啓を奉告した。
4月28日
裕仁親王は、午前午後とも甲板で運動して過ごした。
4月29日
裕仁親王は満22歳の誕生日を迎えた。午前9時、甲板で整列した乗組員一同が奉祝歌を合唱するのを聴召し、9時15分には艦内の奉祝装飾を巡覧する。9時45分からは奉祝相撲が行われ、さらに仮装行列や舞踊も披露された。昼食時は供奉高等官以上、司令長官中野中将、参謀長中村良三少将が陪席した。午後2時30分からは短艇競争を台覧し、午後7時からは演芸会が催された。
また同日、山の改名について沙汰を出し、総督府はその通り山を改名した（後述、#山の名称）。
4月30日
靖国神社例大祭のため午前8時45分に遥拝、その後訓練を台覧し、甲板で運動する。
5月1日
5月1日午前8時、金剛は横須賀港に帰着。父大正天皇が療養する葉山御用邸を経由し、帰京した。

### その後
4月28日、田総督は台北の文武官、学校職員、民間委員ら1200名を招いた園遊会を催し、行啓を祝賀した。他、各地で各界の関係者を慰労し、5月3日の定期船で上京した。そして5月8日、東宮御所に伺候し、裕仁親王に「一般民心を感孚」したことを報告した。その後、関係者に挨拶や報告を済ませた後、大正天皇に拝謁する機会を得、特に貞明皇后から慰労の言葉を受けた。田総督は、5月23日に伊勢の神宮に参拝したのをはじめ、関西の陵墓や神社を参拝し、6月15日に帰台した。

## 記念切手・郵便印
逓信省は、台湾総督府管内での販売に限定した記念切手として、1銭5厘（黄丹色）と3銭（紫色）の記念切手2種を発行している。当初は4月9日から発売を許可されていたが、行幸延期に伴って4月7日付で延期となり、最終的に4月16日からの販売となった。
省令の形式について、従来の日本国内（内地）におけるものとほぼ同一であるが、売捌の範囲を「一地方に局限」した点で大きな特色がある。元々、台湾総督府が切手を発行する計画で田健治郎総督と前田利定逓信大臣が協議したが、郵便法上、切手発行の権限が逓信省にあったため、結局このような省令形式となった。
1923年（大正12年）2月、衆議院政府委員室において上京中の台湾総督府事務官（逓信官僚）深川繁治が切手の製造について意見を交わしたところ、同席した樋畑雪湖が新高山を図案とした絵を描き、即刻、国会議場において田総督や松田逓信相の同意を得て決定した。そして、深川と樋畑は国立印刷局に自動車で移動し、直に池田敬八局長らと談判し、森下茂雄技師に彫刻に着手させた。製造決定から着手まで、わずか2時間であった。
図案は、台湾を象徴する新高山（現：玉山）と台湾特有の紅檜に、行啓の祝意を込めて周囲に月桂冠を配したものである。樋畑は以前、渡台し阿里山でスケッチをした経験があり、その時の記憶が役立ち、速やかな図案構成が可能であった。
記念切手としての特徴は、次の二点である。
1. 発売場所が局限されているが、使用期間の定めはない
2. 山岳を主題とした、最初の記念切手

そして台湾総督府は、行啓記念の「特殊通信日附印」を、①皇太子の台湾島発着日（台湾全域）②皇太子の各地行啓当日（各地）のみ使用した。瑞鳥の図案と、下部に「台」を図案化した上下の「△」「▽」の意匠が用いられている。

## 影響

### 記念日
1923年（大正12年）8月31日、台湾総督府は宮内省と協議の上、4月16日を「皇太子殿下台湾行啓記念日」と定めた。
この他に、屏東市も独自に4月22日を記念日とし、次を行うとされた。
- 官衙の事務は休止しない
- 官衙民間共に国旗掲揚
- 官衙においては、職員を集め、御沙汰書奉読式を行う
- 各学校においては、行啓に関する訓話を行う

### 山の名称
新竹通過時に、田総督が台湾第2の高峰シルビヤ山を車窓遥かに見たことから、牧野宮内大臣に裕仁親王による命名を願い出ていた。すると台湾からの帰途、裕仁親王から4月29日付（皇太子誕生日）でシルビヤ山を「次高山」とするよう沙汰があり、台湾総督府はその通り命名した。
皇太子に直接的には言及していないが、同日付で高雄山（エープヒル）も「寿山」に改称している。
台湾が日本の統治下を離れて以降、次高山は「雪山」に改称されたが、寿山は現在もその名称のままである。

### 貴賓館の名称
行啓のため草山に新築された貴賓館は、入江侍従長の命名により「洗心亭」と称されるようになった。

## 関連史跡
- 台中行啟記念館（中国語版）
- 斗六行啟記念館（中国語版）
- 金瓜石太子賓館（中国語版）
- 宮之台（高雄：寿山）
- 皇太子御登山紀念碑（高雄：寿山）
- 皇太子殿下御渡涉紀念碑（台北：北投）
- 面天山皇太子殿下行啟紀念碑（台北：北投）[78]
- 行啟並御成婚記念造林地（台北：草山）
- 東宮駐駕紀念碑（台北：草山御賓館（中国語版）[注釈 16]）
- 台湾歩兵第二連隊 裕仁親王お手植えのガジュマル（台南：成功大学榕園）
- 瑞竹（台湾製糖株式会社屏東製糖所）。裕仁親王を迎えるため設けられた休憩所の柱にされた竹が芽吹き、成長したもの。「瑞祥」として保存された。

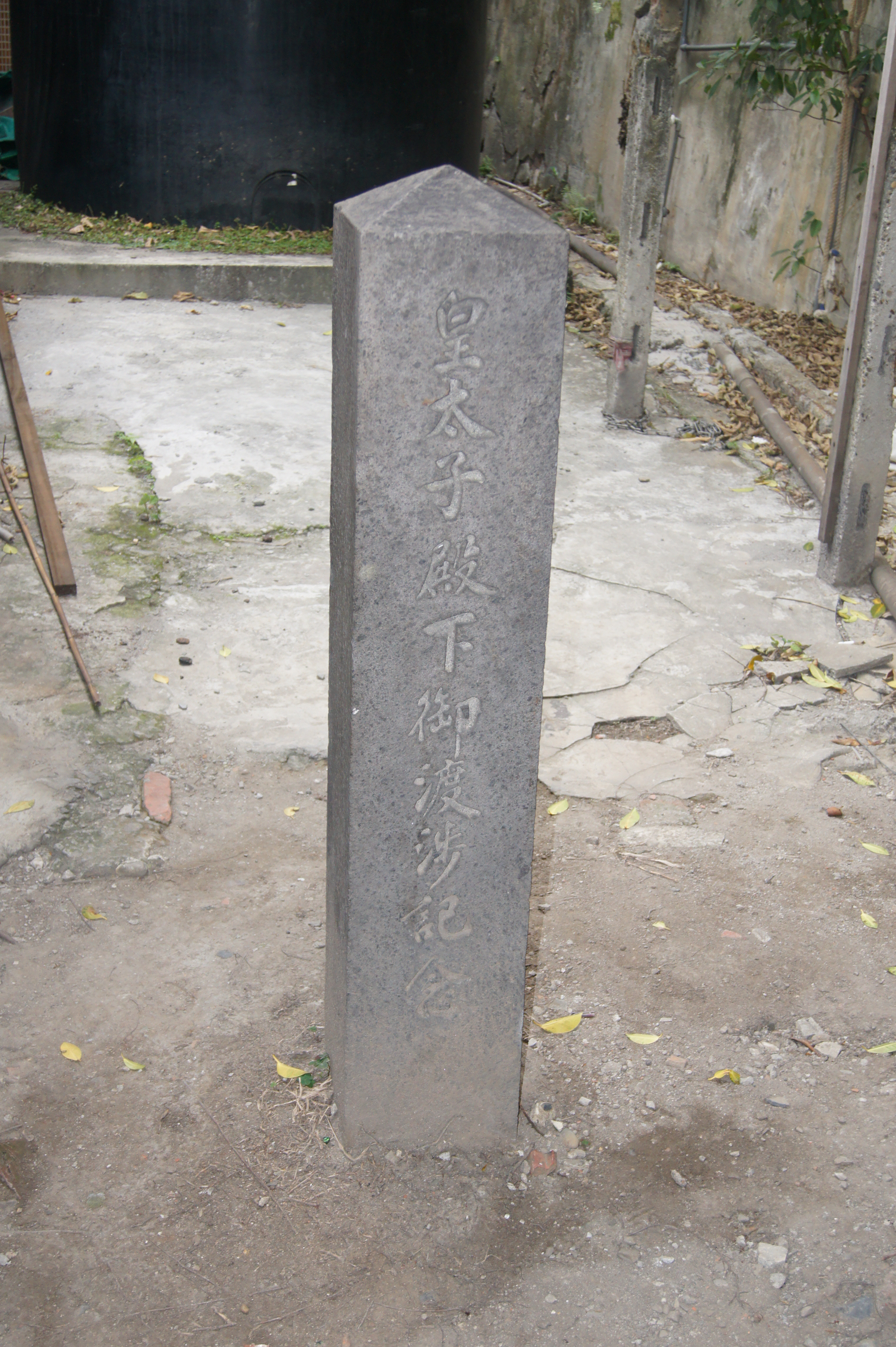
北投 皇太子殿下御渡涉紀念碑
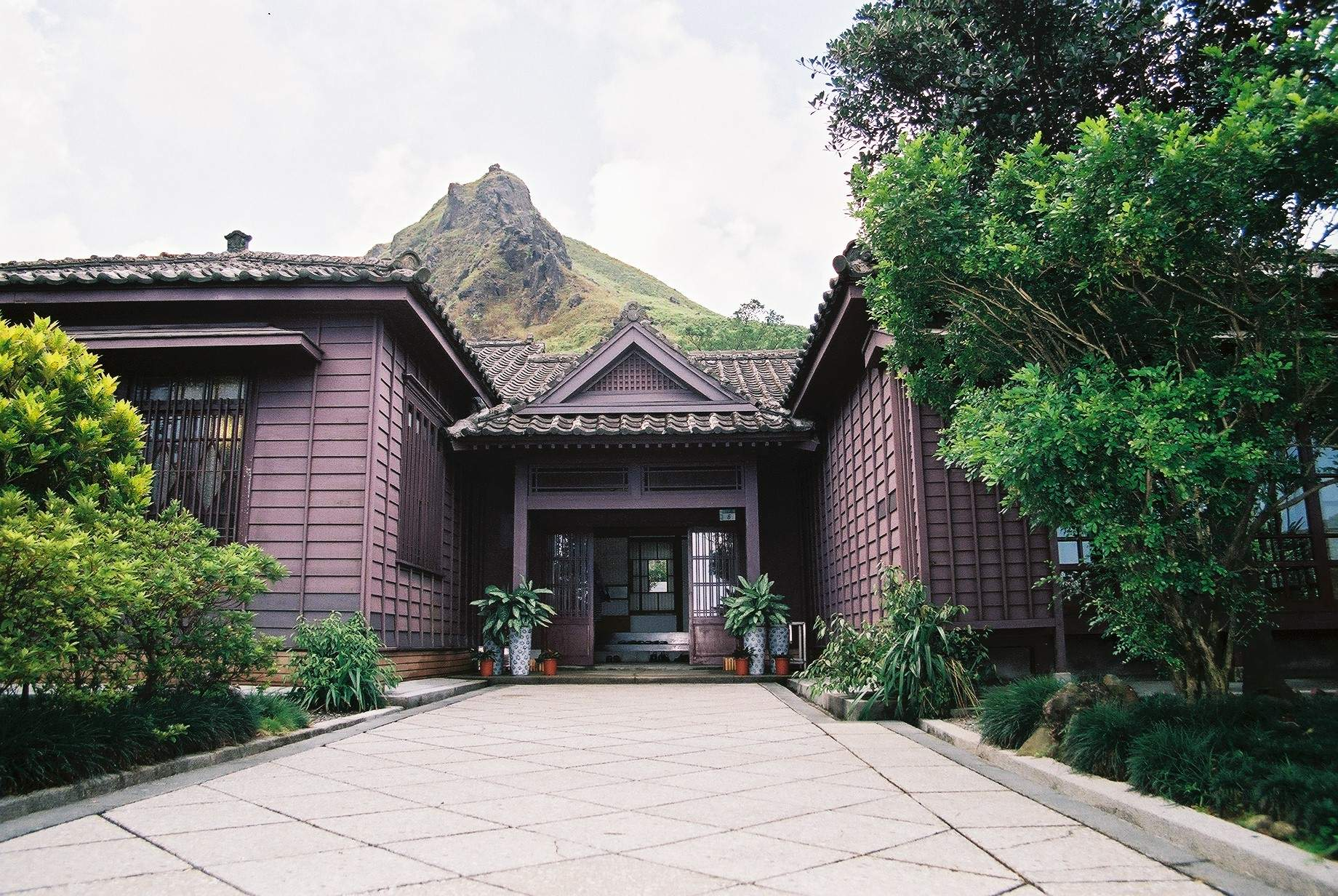
金瓜石太子賓館
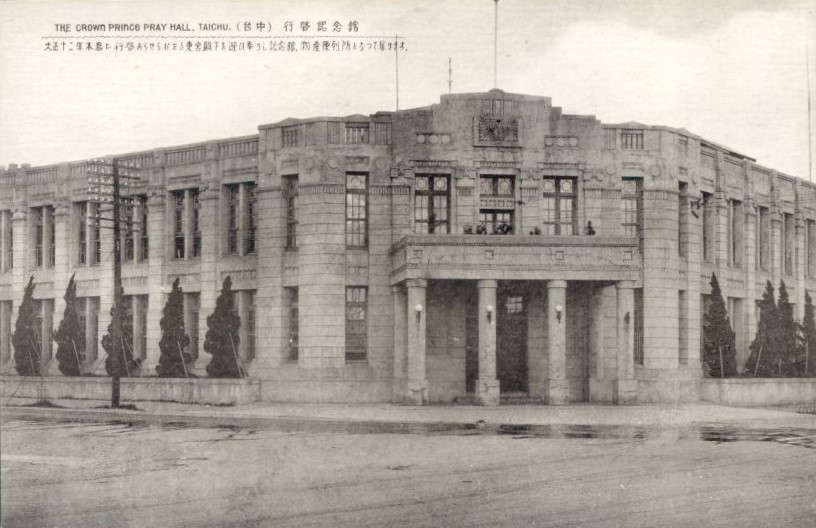
台中行啟紀念館
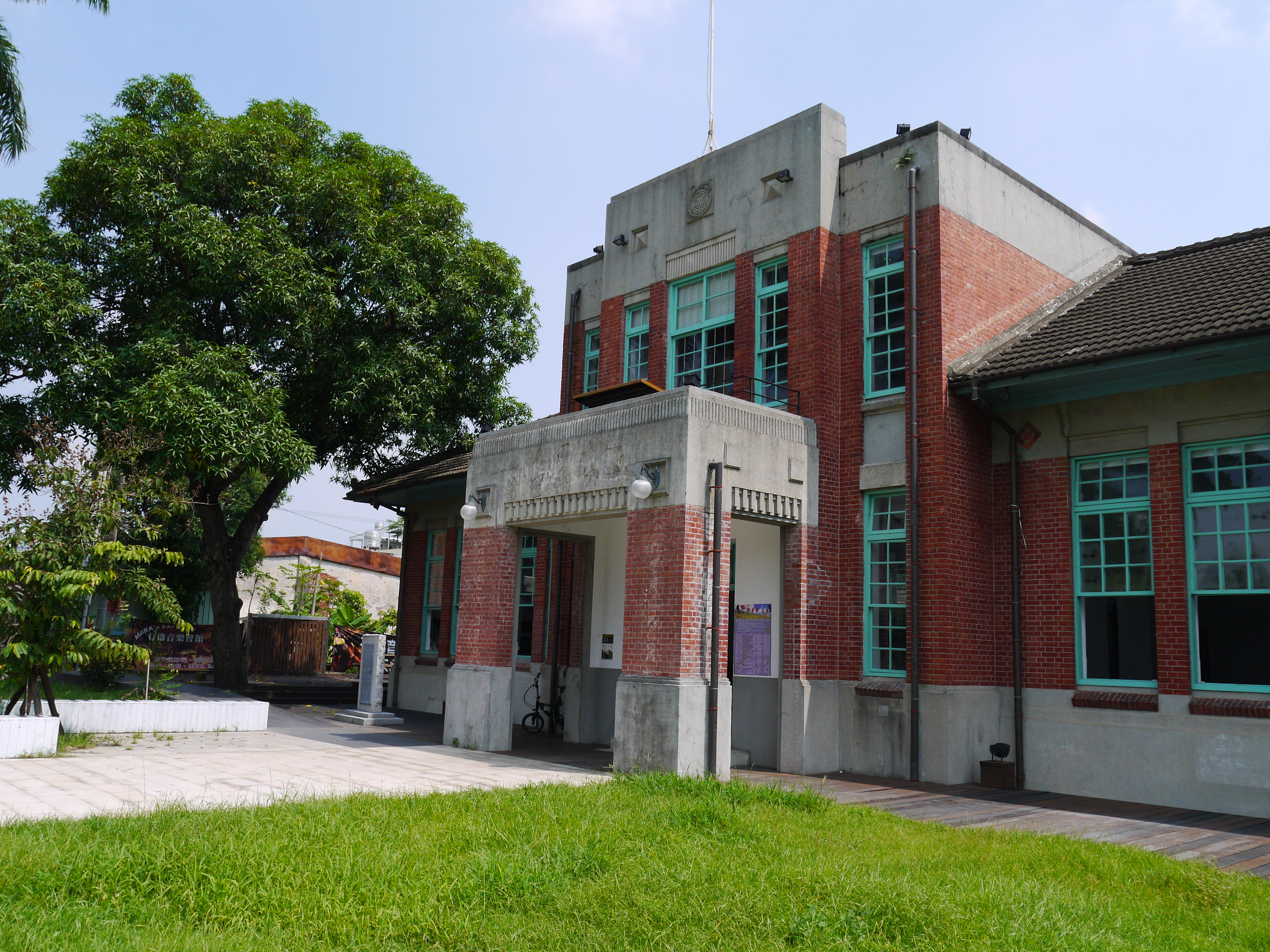
斗六行啟紀念館
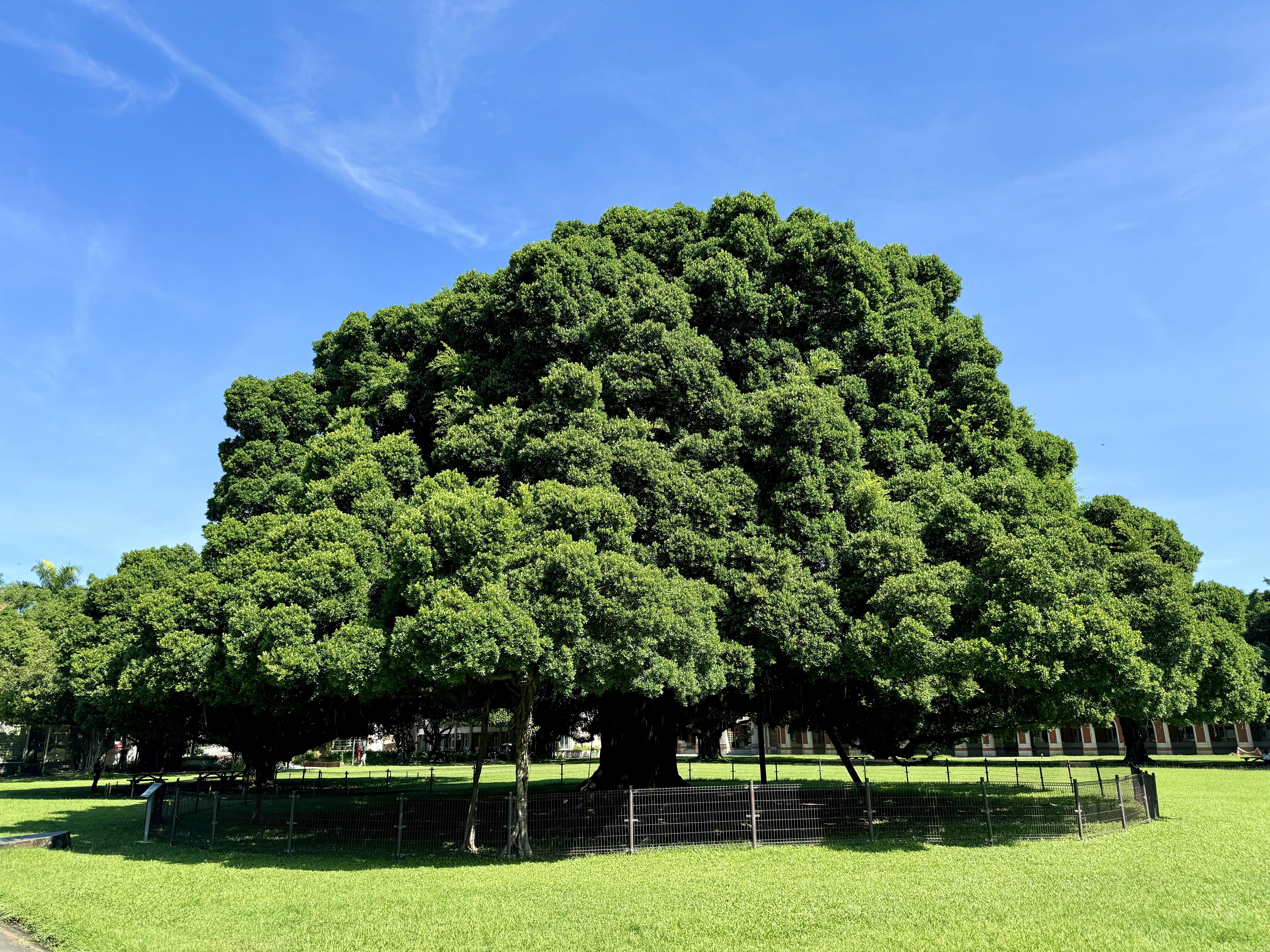
裕仁親王お手植えのガジュマル
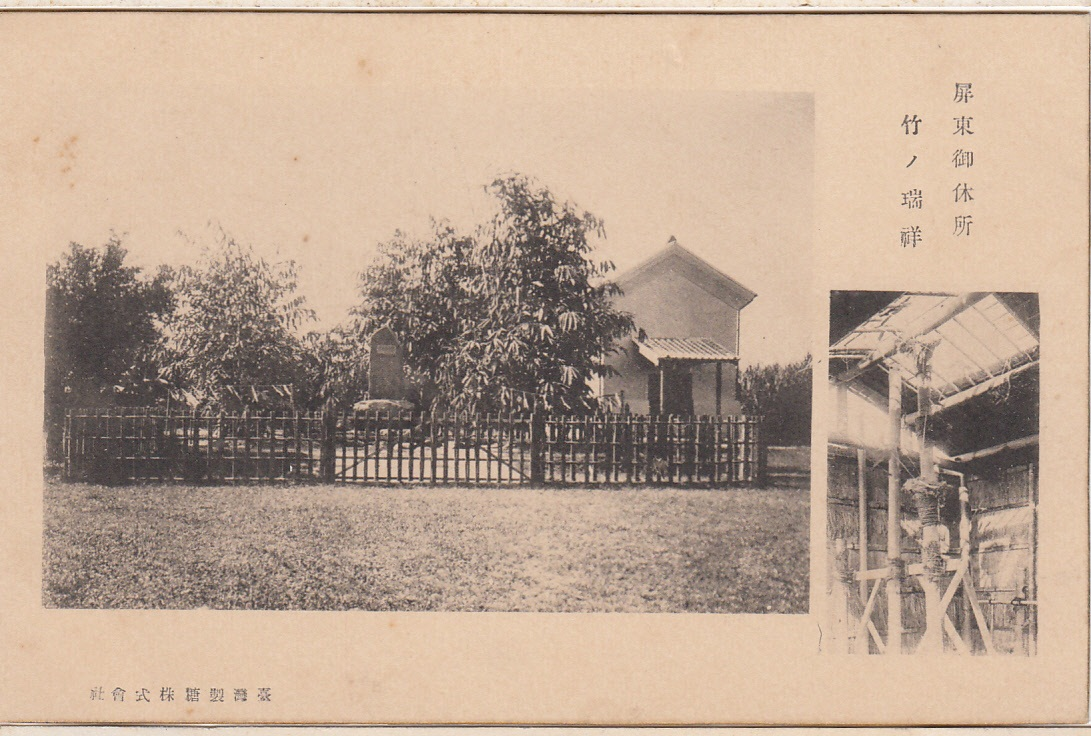
瑞竹